# Route 232 (Terre-Neuve-et-Labrador)
Pour les articles homonymes, voir Route 232.
La route 232 est une route tertiaire de la province de Terre-Neuve-et-Labrador, située dans l'est de l'île de Terre-Neuve, sur la péninsule Bonavista. Elle est plus précisément située dans le sud de la péninsule, suivant le fjord Smith. Elle est une route faiblement empruntée. Route alternative de la route 230A, elle est nommée Smith Sound Rd. et Main Rd., mesure 26 kilomètres, et est une route asphaltée sur l'entièreté de son tracé.

## Tracé
La 232 débute à Georges Brook, sur la route 230A, 10 kilomètres au nord de Clarenville. Elle commence par se diriger vers l'est sur 20 kilomètres, suivant la rive nord du fjord Smith (Smith Sound), puis à l'est de Waterville, elle tourne vers le sud. Elle possède quelques courbes prononcées, puis elle se termine sur un cul-de-sac à Burgoynes Cove.

## Communautés traversées
- Georges Brook
- Barton
- Harcourt
- White Rock
- Gin Cove
- Monroe
- Waterville
- Clifton
- New Burnt Cove
- Burgoynes Cove